# Imerio (nome)
Imerio  è un nome proprio di persona italiano maschile.

## Varianti
- Maschili: Imero[1][2], Imer[1][2]
- Femminili: Imeria[1][2], Imera[1][2]

### Varianti in altre lingue
- Bulgaro: Химерий (Himerij)
- Catalano: Himeri[3]
- Francese: Himérios
- Greco antico: Ἱμέριος (Himerios)[1]
- Latino: Himerius[1]
- Russo: Гимерий (Gimerij)
- Spagnolo: Himerio[3]
- Ucraino: Гімерій (Himerij)

## Origine e diffusione
Deriva dal nome greco ῾Ιμέριος (Himerios), latinizzato in Himerius; si basa probabilmente sul termine ἵμερος (hī́meros, "desiderio ardente", portato come nome dal dio greco Imero), col significato di "attraente", "che ispira amore", ma non si escludono collegamenti a ἡμέρα (hēmérā, "giorno") o alla storica città siciliana Himera.
Negli anni settanta, se ne contavano in Italia circa milleduecento occorrenze, più qualche centinaio per le varianti, sostenute dal culto di alcuni santi così chiamati; il nome era diffuso al Centro e Nord Italia, in particolare in Emilia-Romagna.

## Onomastico
L'onomastico si può festeggiare in memoria di più santi, ricordati alle date seguenti:
- 4 febbraio, sant'Imerio di Bosto, pellegrino e martire in Valganna[4]
- 17 giugno, sant'Imerio, monaco e vescovo di Amelia[3][4][5]
- 6 novembre, sant'Imerio, soldato, martirizzato a Gaza dai Saraceni[5]
- 13 novembre, sant'Imerio, monaco, missionario ed eremita in Svizzera presso l'odierna Saint-Imier[4][5]

## Persone
- Imerio, retore greco antico
- Imerio, ammiraglio bizantino
- Imerio, vescovo di Amelia

Imerio Massignan

- Imerio Cima, ciclista su strada e pistard italiano
- Imerio Massignan, ciclista su strada italiano
- Imerio Testori, pilota motociclistico italiano